# Acaudina
Genre
Acaudina est un genre d'holothuries de la famille des Caudinidae.

## Liste des genres
Selon World Register of Marine Species (29 janvier 2015) :
- Acaudina australis (Semper, 1868)
- Acaudina bacilla Cherbonnier & Féral, 1981
- Acaudina demissa (Sluiter, 1901)
- Acaudina hualoeides (Sluiter, 1880)
- Acaudina leucoprocta (H.L. Clark, 1938)
- Acaudina molpadioides (Semper, 1867)
- Acaudina pellucida (Semper, 1867)
- Acaudina punctata (Sluiter, 1887)
- Acaudina suspecta Cherbonnier & Féral, 1981

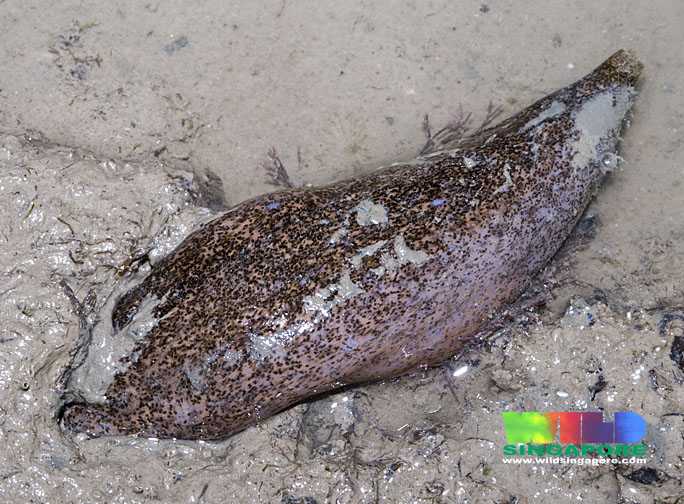
Acaudina leucoprocta à Singapour.
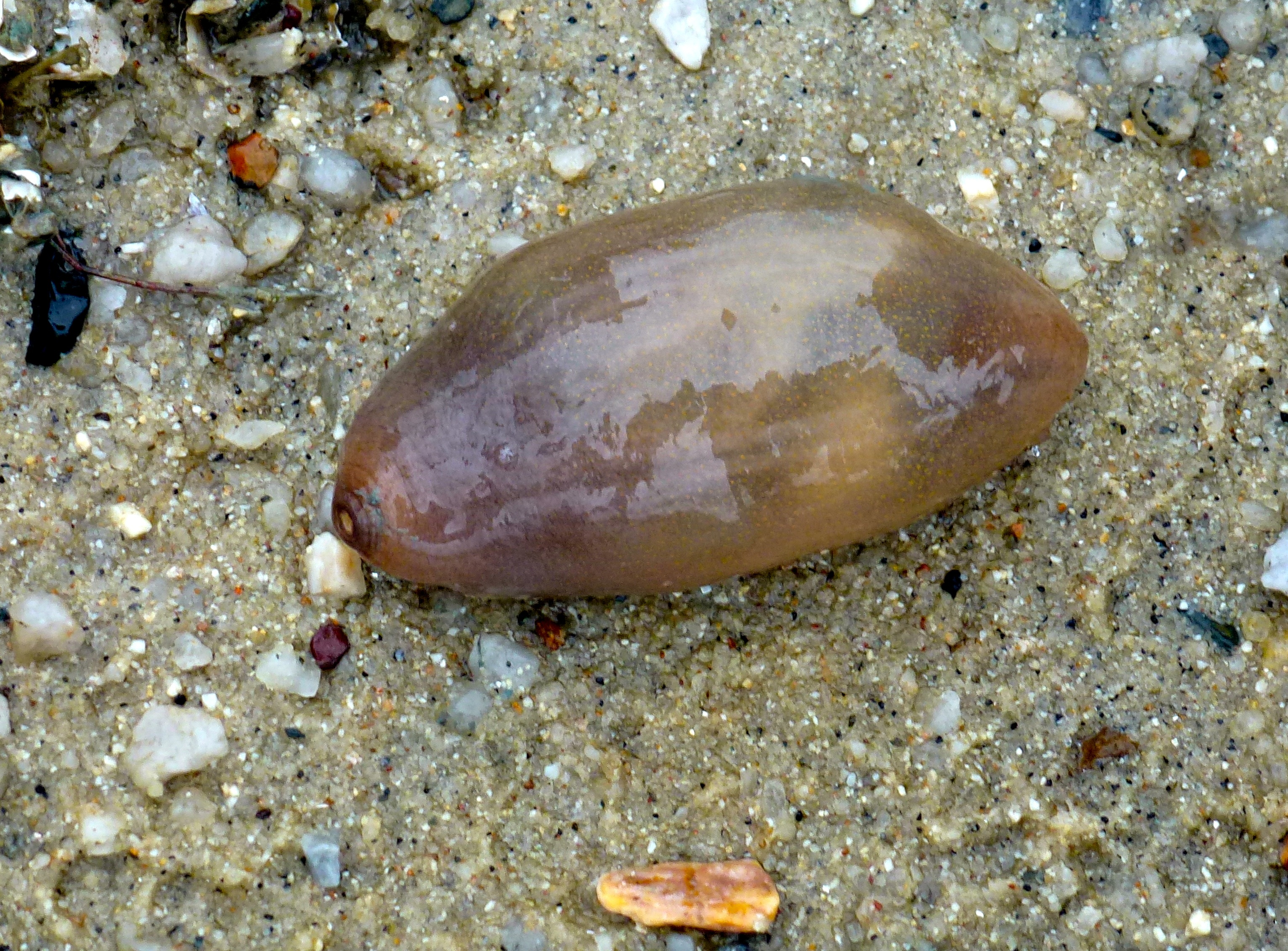
Acaudina molpadioides en Malaisie.